# Tantéga
Tantéga è un arrondissement del Benin situato nella città di Matéri (dipartimento di Atakora) con 19 201 abitanti (dato 2006).